# Massacre d'Hebron
La Massacre d'Hebron (o Matança d'Hebron) va ser un pogrom que es va iniciar el 23 d'agost de 1929 a Hebron durant el Mandat Britànic de Palestina, perpetrat per una multitud d'àrabs armats amb bastons i ganivets que es van agrupar per assassinar els jueus de Jerusalem i voltants, des d'on es va estendre a la resta del territori. En aquests fets van morir 67 jueus i quasi 60 van resultar ferits.
En l'època que es va produir aquesta matança, vivien a Hebron aproximadament uns 800 jueus, descendents de segles de generacions de jueus en eixa terra. Després es va produir una neteja ètnica dels supervivents, que van ser obligats a desplaçar-se a Jerusalem.